# Wiktor Feliks Fiweger
Wiktor Feliks Fiweger, właśc. Vieweger (ur. 1 listopada 1865 w Warszawie, zm. 5 grudnia 1938 w Lesznie) – polski lekarz oficer wojskowy.

## Życiorys
Urodził się 1 listopada 1865 w Warszawie . Był potomkiem rodziny pochodzącej z obszaru Niderlandów i pierwotnie noszącej nazwisko Vieweger . Był synem Antoniego (1818–1901, nauczyciel filolog klasyczny i dyrektor gimnazjum) . W rodzinnym mieście ukończył naukę w szkole średniej oraz studia medyczne. W 1893 uzyskał dyplom lekarza. Jako lekarz początkowo praktykował na Lubelszczyznie, a następnie na ziemiach ukraińskich. W 1895 osiadł w Grójcu. Należał do PPS . W 1904 w stopniu pułkownika lekarza został powołany do służby w szeregach Armii Imperium Rosyjskiego podczas wojny rosyjsko-japońskiej. Potem wstąpią do służby kolejowej na Syberii i pracował w Ołowiannej oraz w Czycie w górach Ałtaj . Przez kilka lat przebywał w Krasnojarsku, gdzie podczas I wojny światowej wspierał polskich jeńców i wygnańców, przyjmując ich w swoim domu oraz udostępniając mieszkanie na spotkania. Gościł m.in. swojego teścia Władysława Majewskiego. Po tym jak sformowano 5 Dywizję Strzelców Polskich w Nowonikołajewsku zrezygnował ze swojej pracy i objął funkcje naczelnego lekarza jednostki i jednocześnie chirurga w szpitalu dywizyjnym. W służbie przy Dywizji udzielały się także jego dzieci.
W 1920 na statku „Woroneż” wraz z bliskimi powrócił do niepodległej już Polski . Od tego czasu pracował jako lekarz garnizonowy w Jarosławiu. W Wojsku Polskim został zweryfikowany w stopniu podpułkownika lekarza w rezerwie ze starszeństwem z dniem 1 czerwca 1919, a następnie umieszczony w grupie oficerów pospolitego ruszenia. Według stanu z 1922 posiadał przydział do Kompanii Zapasowej Sanitarna 2, a w 1923, 1924 był przydzielony do 9 batalionu sanitarnego w Siedlcach. Potem był lekarzem w PKP pracując w Mińsku Mazowieckim, następnie w Brześciu (1925), a ostatecznie w Lesznie. Był specjalistą chirurgii kobiecej.
Zarządzeniem prezydenta RP Ignacego Mościckiego z 7 lipca 1931 został odznaczony Medalem Niepodległości za pracę w dziele odzyskania niepodległości.
Z żoną Marią (z domu Majewską) miał córki Aleksandrę (po mężu Florek, przy Dywizji Syberyjskiej służyła jako siostra miłosierdzia) i Kazimierę (ur. 1893, zamężna z dr Julianem Szpunarem, przy 5DS prowadziła kurs samarytański i szpital dla rekonwalescentów, lekarka i poetka w Lesznie) oraz synów Tadeusza (ur. ok. 1895, z Syberii przedarł się ziemie polskie i jako kapitan 36 pułku piechoty poległ w walkach z Ukraińcami w 1919 i Bolesława (inżynier rolnik, także służył w Dywizji Syberyjskiej) . Zmarł 5 grudnia 1938 w Lesznie. Został pochowany na tamtejszym cmentarzu parafialnym.